# Tsukasa Shiotani
Tsukasa Shiotani (塩谷 司, Shiotani Tsukasa),  né le 5 décembre 1988 à Komatsushima, est un footballeur international japonais. Il évolue au poste de défenseur central aux Sanfrecce Hiroshima.

## Carrière

### En club
Tsukasa Shiotani commence sa carrière au Mito HollyHock, club de J. League 2 (D2). En 2012, il est transféré au Sanfrecce Hiroshima. Avec cette équipe, il fait ses débuts en première division et découvre la Ligue des champions.
Il remporte avec le Sanfrecce Hiroshima le championnat du Japon à trois reprises, et atteint les huitièmes de finale de la Ligue des champions d'Asie en 2014.
Il participe avec cette équipe à la Coupe du monde des clubs en 2012 puis en 2015. Le Sanfrecce Hiroshima se classe troisième lors de l'édition 2015. À cette occasion, Shiotani inscrit un but contre le club australien d'Auckland City, puis un autre but contre l'équipe congolaise du TP Mazembe.
Le 22 décembre 2018, Shiotani, jouant cette fois sous les couleurs d'Al-Aïn, réduit le score en finale de la Coupe du monde des clubs (en) face au Real Madrid. Il devient ainsi le premier joueur à inscrire un but pour une équipe arabe lors d'une finale de cette compétition. 

### En sélection
Tsukasa Shiotani reçoit deux sélections en équipe du Japon lors de l'année 2014. Il joue son premier match le 10 octobre 2014, en amical contre la Jamaïque (victoire 1-0). Il joue son second match le 14 octobre 2014, contre le Brésil (défaite 4-0 en amical).
En 2015, il est retenu par le sélectionneur Javier Aguirre afin de participer à la Coupe d'Asie des nations organisée pour la première fois en Australie. Il ne joue toutefois aucun match lors de cette compétition.
En 2016, il participe aux Jeux olympiques d'été qui se déroulent au Brésil. Il joue trois matchs lors de ces jeux, contre le Nigeria, la Colombie, et la Suède.

## Palmarès
| Sanfrecce Hiroshima - Championnat du Japon (3) - Champion en 2012, 2013 et 2015. - Supercoupe du Japon (3) : - Vainqueur en 2013, 2014 et 2016. - Coupe de la Ligue japonaise (1) - Champion en 2022. |  | Al-Aïn - Championnat des Émirats arabes unis (1) : - Champion en 2018. |